# Alhambra (película de 1950)
Alhambra   es un melodrama español ambientado en Granada, dirigido por Juan Vilá Vilamala  y estrenado en el año 1950. B/N. Cuenta con una versión anterior en clave de comedia, rodada en 1936 en Barcelona y estrenada en 1940 en Madrid, también en B/N.

## Argumento
La Marquesita del Genil y un joven descendiente de Boabdil el Chico se separan pues la mujer no consigue superar los prejuicios de su entorno y familia. El joven vuelve desesperado a Tetuán, con los recuerdos de su romance, que ha tenido lugar en Granada